# Minami-ku (Sapporo)
Pour les articles homonymes, voir Minami-ku (homonymie).
Minami (南区, Minami-ku) est l'un des dix arrondissements de la ville de Sapporo au Japon. Il occupe toute la partie sud-ouest de la ville.

## Géographie

### Démographie
En 2015, la population de l'arrondissement de Minami était de 140 814 habitants, pour une superficie de 657,48 km2, ce qui fait une densité de population de 214 hab./km2.

## Origine du nom
Minami-ku signifie littéralement « arrondissement du sud ».

## Lieux notables
- L'université municipale de Sapporo
- Le parc Makomanai (en) (principal site des Jeux olympiques d'hiver de 1972)

## Transport publics
L'arrondissement est desservi par la ligne de métro Namboku.